# Rincón de Santa Eduwiges
Rincón de Santa Eduwiges är en ort i Mexiko.   Den ligger i kommunen Zaragoza och delstaten San Luis Potosí, i den centrala delen av landet, 300 km nordväst om huvudstaden Mexico City. Rincón de Santa Eduwiges ligger 2 140 meter över havet och antalet invånare är 110.
Terrängen runt Rincón de Santa Eduwiges är kuperad åt sydost, men åt nordväst är den platt. Runt Rincón de Santa Eduwiges är det ganska glesbefolkat, med 31 invånare per kvadratkilometer. Närmaste större samhälle är Zaragoza, 5,9 km sydväst om Rincón de Santa Eduwiges. Omgivningarna runt Rincón de Santa Eduwiges är i huvudsak ett öppet busklandskap.